# Campeonato Mundial de Luge de 2001
O Campeonato Mundial de Luge de 2001 foi a 33ª edição da competição e foi disputada entre os dias 23 e 25 de fevereiro em Calgary, Canadá. 

## Medalhistas
| Evento                                 | Ouro                                                                    | Prata                                                              | Bronze                                                                     |
| Individual masculino detalhes          | ITA Armin Zöggeler                                                      | GER Georg Hackl                                                    | GER Markus Prock                                                           |
| Individual feminino detalhes           | GER Sylke Otto                                                          | GER Sylke Kraushaar                                                | GER Barbara Niedernhuber                                                   |
| Duplas detalhes                        | GER Alemanha André Florschütz Torsten Wustlich                          | GER Alemanha Steffen Skel Steffen Wöller                           | AUT Áustria Tobias Schiegl Markus Schiegl                                  |
| Revezamento misto por equipes detalhes | GER Alemanha Georg Hackl Silke Kraushaar Patric Leitner Alexander Resch | GER Alemanha Karsten Albert Sylke Otto Steffen Skel Steffen Wöller | USA Estados Unidos Tony Benshoof Becky Wilczak Mark Grimmette Brian Martin |

## Quadro de medalhas
| Ordem | País           |   |   |   |   |
| 1     | Alemanha       | 3 | 4 | 1 | 8 |
| 2     | Itália         | 1 |   |   | 1 |
| 3     | Áustria        |   |   | 2 | 2 |
| 4     | Estados Unidos |   |   | 1 | 1 |
| 5     | Canadá         |   |   |   | 0 |